# Horácio Lafer
Horácio Lafer (São Paulo, 3 de maio de 1900 — Paris, 29 de junho de 1965) foi um advogado, filósofo, empresário, diplomata e político brasileiro filiado ao Partido Social Democrático. Foi deputado federal representando o estado de São Paulo, sendo eleito pela primeira vez em 1934, Ministro da Fazenda e Ministro das Relações Exteriores do Brasil.

## Biografia
Filho de judeus lituanos, seu pai foi Miguel Lafer e sua mãe Nessel Klabin (os quais eram primos). Foi casado com Maria Luisa Salles (Mimi), sobrinha-neta do presidente Campos Sales (1841-1913). Teve duas filhas: Sylvia Lafer, que se casou com o empresário, e mais tarde senador, Pedro Franco Piva; são os pais de Eduardo Lafer Piva, Regina Lafer Piva e do economista Horácio Lafer Piva. E Graziela Lafer, que se casou com o empresário Paulo Sérgio Coutinho Galvão; são os pais de Maria Eugênia Lafer Galvão.
É primo de Celso Lafer e também das colecionadoras Eva Klabin e Ema Gordon Klabin, e sobrinho de Maurício Freeman Klabin. Ao lado de seus primos, os Klabin, foi diretor e co-fundador da Klabin Papel e Celulose, pertencendo a segunda geração da família que comandou a expansão da companhia.
Estudou no Ginásio Anglo-Brasileiro e no Ginásio São Bento, na capital paulista, e formou-se em Direito pela Faculdade de Direito do Largo de São Francisco, onde ingressou em 1916. Formou-se também em Filosofia pela mesma faculdade, que mais tarde viria a integrar a Universidade de São Paulo. Realizou estudos de especialização na Alemanha, onde frequentou cursos de pós-graduação em economia e finanças, se diplomando pela Faculdade de Filosofia de Berlim. Era fluente em inglês, francês, alemão, ídiche, italiano , espanhol e naturalmente o português.
Em 1928, junto com outros empresários e industriais que eram filiados à Associação Comercial de São Paulo, ajudou a fundar uma entidade própria, o Centro das Indústrias do Estado de São Paulo (CIESP). Na entidade integrou a primeira diretoria, presidida então por Francisco Matarazzo e empossada em 1º de julho de 1928. Ainda em 1928, durante o Governo Washington Luís, Lafer foi nomeado assessor do ministro das Relações Exteriores, Otávio Mangabeira, e integrou a delegação do Brasil à Liga das Nações, participando de diversas reuniões da organização até 1929.
Em 1933, foi tomado a iniciativa de fundar a Confederação Industrial do Brasil (CIB) por algumas federações estaduais, dando origem à Confederação Nacional da Indústria (CNI) em 1938. Lafer foi escolhido primeiro-secretário dessa associação patronal, que entre suas primeiras medidas coordenou e garantiu a eleição de representantes classistas dos empregadores à Assembléia Nacional Constituinte reunida a partir de novembro de 1933. Em outubro de 1934 Lafer foi eleito deputado federal, tomando posse em maio de 1935 e integrou as comissões de Diplomacia e de Finanças.
Ainda na década de 1930, Getúlio Vargas estava preocupado com a situação da importação de papel e destinou a responsabilidade à Assis Chateaubriand em procurar um empresário que se interessasse em produzir o produto. Na oportunidade foi cogitado a família Klabin, tendo Chateaubriand comunicado que o presidente estava oferecendo empréstimo, cobertura cambial e o virtual monopólio da atividade no Brasil. Os pioneiros da primeira geração da família que comandava a empresa acabaram recusando a proposta, entretanto o próprio Vargas convenceu os membros mais jovens, entre eles Horácio Lafer, à aceitar a inciativa, oferecendo ainda a construção de um ramal ferroviário necessário ao funcionamento da fábrica. A nova unidade fabril da família Lafer-Klabin foi instalada na Fazenda Monte Alegre, no município de Tibagi, hoje Telêmaco Borba, nos Campos Gerais do Paraná.

Horácio Lafer em 1951. Arquivo Nacional.

De 1943 a 1945 Lafer integrou como membro do Conselho Técnico de Economia e Finanças do Ministério da Fazenda. Em dezembro de 1945 elegeu-se deputado federal constituinte, participando da elaboração da Carta Constitucional promulgada em setembro de 1946. Foi líder da maioria durante o governo do general Eurico Dutra. No pleito de outubro de 1950, candidatou-se à reeleição, ficando na suplência. Entretanto, ao encerrar seu mandato em 31 de janeiro de 1951, mesmo dia da posse do último governo de Getúlio Vargas na presidência da República, foi nomeado ministro da Fazenda. Menos de um ano depois de deixar o ministério, Lafer, assumiu como suplente uma cadeira na Câmara, em 6 de julho de 1954. Nas eleições de outubro de 1954 foi, iniciando mandato na legislatura em fevereiro de 1955. Votou a favor do impedimento do presidente Café Filho. Nas eleições de 1958 foi novamente reeleito, tomando posse do mandato em fevereiro de 1959, e foi vice-líder da maioria.
Em 13 de agosto de 1959, no governo de Juscelino Kubitschek, Horácio Lafer foi nomeado ministro das Relações Exteriores em substituição a Francisco Negrão de Lima.. Deixou o ministério com o fim do governo de Juscelino Kubitschek em 31 de janeiro de 1961 e retornou à Câmara para completar o mandato de deputado. Foi candidato à reeleição em outubro de 1962, obtendo apenas a suplência.
Foi oi eleito presidente emérito da FIESP em reconhecimento pelos serviços prestados à indústria brasileira. Foi ainda membro do Instituto dos Advogados de São Paulo, do Conselho do Instituto de Pesquisas Tecnológicas da Universidade de São Paulo e da Academia de Estudos Econômicos de São Paulo. Foi vice-presidente da Sociedade Brasileira de Filosofia e presidente do Museu de Arte de São Paulo.

## Obras publicadas
- Tendências Filosóficas Contemporâneas (1929);[5]
- Aspectos da Legislação Social (1946);[5]
- Discriminação de rendas (1946);[5]
- O crédito e o sistema bancário no Brasil (1948);[5]